# Tzipora Obziler
Tzipora "Tzipi" Obziler (em hebraico:  ציפורה אובזילר; Givatayim, 19 de abril de 1973) é uma ex-tenista profissional israelense.